# Buachaille Etive Beag
Der Buachaille Etive Beag ist ein bis zu 958 Meter hohes Bergmassiv in den schottischen Highlands. Sein gälischer Name kann in etwa mit Kleiner Schäfer/Hüter von Etive übersetzt werden. Das Massiv liegt in der Council Area Highland am östlichen Ende des Glen Coe. Zwei seiner Gipfel sind als Munro und Marilyn eingestuft.

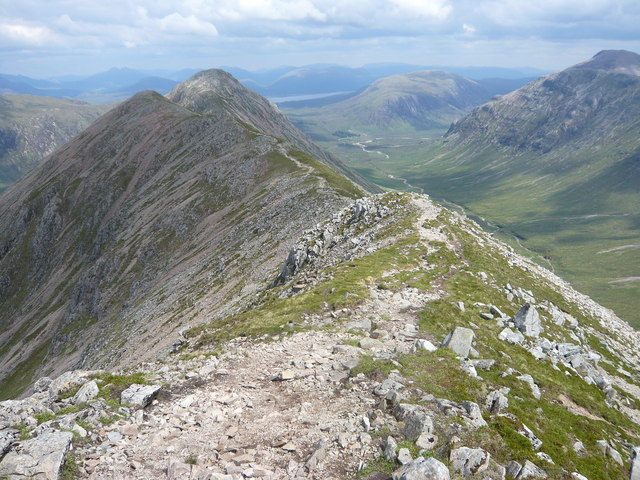
Blick vom Anstieg zum Stob Dubh zurück nach Nordost entlang des Gipfelgrats zum Stob Coire Raineach

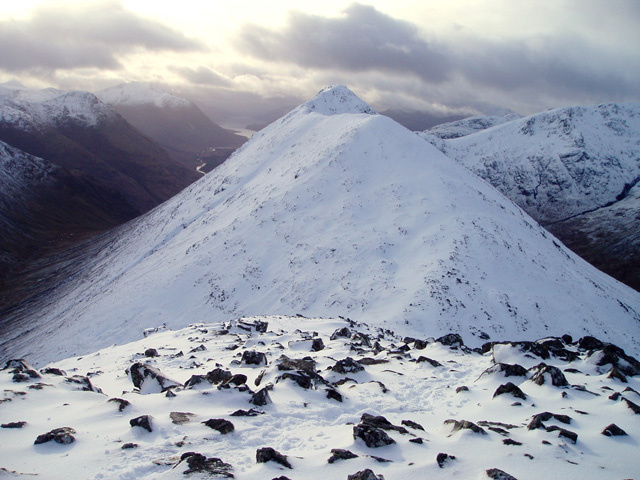
Blick vom Stob Coire Raineach nach Südwesten zum Stob Dubh

Vom östlich benachbarten und aufgrund seiner markant am Eingang des Glen Coe aufragenden Nordostwand bekannteren Buachaille Etive Mòr ist der Buachaille Etive Beag durch das Tal Lairig Gartain getrennt. Beide Bergmassive verlaufen vom Glen Coe in etwa parallel nach Südwesten zum Glen Etive. Vom westlich benachbarten Bidean nam Bian ist das Massiv durch das Lairig Eilde getrennt. Die beiden als Munros und Marilyns eingestuften Hauptgipfel sind der am südwestlichen Ende des Massivs liegende 958 Meter hohe Stob Dubh (gälisch Schwarze Spitze oder Schwarzer Gipfel) und der 925 Meter hohe Stob Coire Raineach (gälisch Spitze des farnigen Kars), der etwas zurückgesetzt vom nordöstlichen Ende des Massivs liegt. Letzterer ist erst seit 1997 als eigenständiger Munro eingestuft, zuvor galt er lediglich als Munro-Top des Buachaille Etive Beag. In Richtung Glen Coe ist dem Stob Coire Raineach noch der über dem Tal aufragende Vorgipfel Stob nan Cabar vorgelagert. 
Aufgrund seiner Lage am Glen Coe und des damit möglichen relative kurzen Zustiegs zählen die beiden Gipfel des Buachaille Etive Beag zu den bei Munro-Baggern beliebten Gipfeln, auch wenn beide niedriger als ihre westlichen und östlichen Nachbarn sind. Ausgangspunkt ist ein Parkplatz an der A82 am oberen Ende des Glen Coe. Von dort führt der Weg kontinuierlich ansteigend auf der östlichen Talseite des Lairig Eilde empor und steiler werdend nach Süden zum 748 Meter hohen Mam Buidhe, den markanten Sattel zwischen den beiden Hauptgipfeln. Nach Südwesten kann entlang des Grats und über einen 902 Meter hohen Vorgipfel der Stob Dubh als höchster Punkt erreicht werden. In Richtung Nordosten führt ein kurzer steiler Anstieg auf den Stob Coire Raineach. Eine weitere Zustiegsmöglichkeit zum Mam Buidhe besteht von Osten aus dem Lairig Gartain.